# Вінні Мандела
Вінні Мадікізела-Мандела (англ. Winnie Madikizela-Mandela), при народженні Номзамо Вінфреда Зан'їве Мадікізела (англ. Nomzamo Winifred Zanyiwe Madikizela; 26 вересня 1936, Бізана, ПАР — 2 квітня 2018, Йоганнесбург) — південноафриканська політикиня та борчиня проти апартеїду, яка займала низку державних постів і очолила Жіночу лігу Африканського національного конгресу, а також була членкинею Національного виконавчого комітету АНК. Мала популярність серед своїх прихильників, які називали її «матір'ю нації», і засуджувалася противниками через її участь у порушеннях прав людини. У березні 2009 року Незалежна виборча комісія постановила, що Вінні Мандела, яка була обрана кандидаткою від АНК, може бути допущена у квітні 2009 року до загальних виборів, попри наявність судимості.

## Раннє життя та освіта
Народилася в селі Мбхонгвені, Бізана, Пондоленд, на території сучасної провінції Східний Кейп. Вона була п'ятою з дев'яти дітей, маючи сім сестер і брата. Її батьки, Колумб і Гертруда, білі за батьком і кхоса за матір'ю,, були вчителями: батько був учителем історії та директором школи, а маьи — вчителькою домоводства. Мати померла, коли Номзамо було дев'ять років, що призвело до розпаду сім'ї, коли брата і сестер відправили жити до різних родичів. Мадікізела стала старостою своєї середньої школи в Бізані.
Після закінчення школи вона поїхала до Йоганнесбурга, щоб вивчати соціальну роботу в Школі соціальної роботи Яна Хофмейра. У 1956 році вона здобула ступінь із соціальної роботи, а через десятиліття здобула ступінь бакалавра з міжнародних відносин у Вітватерсрандськом університеті.
Працювала в різних частинах тогочасного Бантустану Транскей, в тому числі з урядом Транскей, проживаючи в різний час у Бізані, Шоубері та Йоганнесбурзі. Її першою була робота соціальною працівницею у лікарні Барагванат у Совето.

## Шлюб з Нельсоном Манделою
Мадікізела познайомився з адвокатом і активістом проти апартеїду Нельсоном Манделою в 1957 році, коли він ще був одружений з Евелін Масе. Одружилася з ним у 1958 році й народила двох доньок, Зенані (1959) і Зіндзі (1960—2020). Чоловік був заарештований і посаджений у в'язницю в 1963 р. і вийшов на свободу тільки в 1990 р.
Пара розлучилася у 1992 році. Вони завершили своє розлучення в березні 1996 року, уклавши невизначену позасудову угоду. Її спроба отримати компенсацію в розмірі до 5 мільйонів доларів США (70 мільйонів рандів) - половину того, що, за її словами, коштував її колишній чоловік — була відхилена, коли вона не з'явилася в суді на слухання про врегулювання спору.
В інтерв'ю 1994 року про можливість примирення вона сказала: «Я не борюся за те, щоб бути першою леді країни. Насправді я не з тих людей, які носять красиві квіти і є прикрасою для всіх».
Мадікізела-Мандела брала участь у судовому процесі на момент своєї смерті, стверджуючи, що вона мала право на садибу Мандели в Куну згідно зі звичаєвим правом, попри її розлучення в 1996 році. Її справа була відхилена Високим судом Мтатха у 2016 році, і на момент своєї смерті вона готувалася подати апеляцію до Конституційного суду, після того, як зазнала невдачі у Верховному апеляційному суді в січні 2018 року.

## Апартеїд
Вінні Мандела стала провідною противницею білого уряду протягом усіх років тривалого тюремного ув'язнення її чоловіка (серпень 1963 — лютий 1990). Більшість з цих років вона провела в місті Брендфорт у Вільній державі (провінція ПАР). Їй заборонили залишати цю квазідержаву — лише раз їй дозволили відвідати чоловіка у в'язниці на острові Роббен. Починаючи з 1969 року, вона провела півтора року в одиночній камері у центральній в'язниці Преторії.

## Проблеми з законом
У 1980-х роках Вінні Мандела під приводом виховання безпритульних підлітків організувала в чорному передмісті Йоганнесбурга футбольний клуб. Пізніше стало відомо, що «футболісти» — це банда охоронців «матері нації». З'ясувалося, що 1989 року Мандела була причетна до вчиненого ними вбивства чотирнадцятирічного активіста визвольного руху Стомпі Моєкетсі, покараного спільниками за зраду.
Вбивство підлітка взяв на себе якийсь Джонсон, якого вважали «тренером клубу». І хоча злочин стався в будинку Мандели, вона відбулася штрафом, сфабрикувавши алібі про те, що в день убивства її не було в місті. Однак наприкінці 1997 року в Англії було опубліковано свідчення ще одного «футболіста», який стверджував, що вона не тільки була присутня при страті юнака, але й особисто завдала два удари ножем. Слухання у цій справі поновилися.
24 квітня 2003 року її було визнано винною за 43 пунктами звинувачення в шахрайстві та 25 крадіжках. Її брокера — Адді Молмана — було засуджено за 58 пунктами звинувачення в шахрайстві та 25 крадіжках. Обидва не визнали своєї провини за пред'явленими звинуваченнями, які стосуються грошей, узятих з рахунків позичальників для закриття фонду. Вінні Манделу було засуджено до п'яти років тюремного ув'язнення. Незабаром після засудження вона подала у відставку з усіх керівних посад в АНК, зокрема з місця в парламенті й президента ліги АНК жінок.
У липні 2004 року Вищий суд Преторії ухвалив, що «злочини не були здійснені в корисливих цілях». Суддя скасував вирок за крадіжку, але залишив у силі по одному за шахрайство, засудивши її до трьох років і шести місяців позбавлення волі умовно.

## Критика
13 квітня 1986 року Вінні Мандела висловила підтримку вбивств «намистом»: «коробками сірників і намистами ми звільнимо країну» (англ. With our boxes of matches and our necklaces we shall liberate this country). .

## Смерть і поховання
Вінні Мадікізела-Мандела померла у лікарні Netcare Milpark у Йоганнесбурзі 2 квітня 2018 року у віці 81 року. Вона мала діабет і останнім часом перенесла кілька серйозних операцій. З початку року вона «постійно перебувала в лікарні».
Напередодні похорону Мадікізели-Мандели в політично напруженій обстановці, що склалася незабаром після відсторонення від влади колишнього президента Джейкоба Зуми Джессі Дуарте, високопоставлений лідер АНК, закликав критиків "сісти й замовкнути, а лідер борців за економічну свободу Джуліус Малема заявив, що «будь-хто, хто звинувачує Маму Вінні в будь-якому злочині, винний у зраді».
Уряд Південної Африки надав Мінні Мадікізеле-Манделі «спеціальний офіційний похорон». Публічний похорон відбувся 14 квітня 2018 р. на стадіоні Орландо Плануванням похорону в здебільшого займалися її дочки та Джуліус Малема, а АНК, як повідомляють, довелося «боротися за місце» в програмі. На панахиді АНК і президент Південної Африки Сиріл Рамафоса «визнали», що АНК не зміг підтримати Мадікізелу-Манделу під час її судових позовів. Джуліус Малема виголосив пристрасну промову, в якій піддав критиці Об'єднаний демократичний фронт за дистанціювання від Мадікізели-Мандели у 1980-х роках. Малема також критикувала членів Національного виконавчого комітету Жіночої ліги АНК за те, що в 1995 р. вони пішли у відставку, оскільки вважали Мадікізелу-Манделу «злочинницею». обрушилася на тих, хто «очорняли» її матір, назвавши їх лицемірами. Після публічної панахиди її тіло було поховано на кладовищі у Форвейс на півночі Йоганнесбурга під час приватної поминальної служби.
Низка діячів АНК готувалися захищатися від звинувачень, що пролунали на похороні, проте АНК закликав до «стриманості».

## Відзнаки та нагороди
У 1985 році Мандела стала лауреаткою премії Роберта Ф. Кеннеді з прав людини разом з іншими активістами Алланом Босаком і Бейерсом Науде за правозахисну діяльність у Південній Африці. У 1988 році вона здобула нагороду Кендіс за видатні заслуги від Національної коаліції 100 чорношкірих жінок.
У 1988 році вона була нагороджена Премією ООН з прав людини.
У 2016 році Мадікізела-Мандела отримала орден Лутулі зі срібла від уряду Південної Африки.
У січні 2018 року рада університету та сенат університету Макерере, Кампала, Уганда, схвалили присудження ступеня почесного доктора права Вінні Номзамо Мадікізела-Мандела на знак визнання її боротьби проти апартеїду в Південній Африці.

## У масовій культурі
Кінематограф
Роль Мандели зіграла Альфре Вудард у телевізійному фільмі «Мандела», що вийшов на каналі HBO у 1987 році. Вудард отримала нагороди CableACE та NAACP Image Award за свою гру, так само як і Денні Гловер, який зіграв Нельсона Манделу.
Тіна Ліффорд зіграла її у телевізійному фільмі 1997 року «Мандела і де Клерк». Софі Оконедо зобразила її в драмі BBC «Місис Мандела», яка вперше була показана на BBC Four 25 січня 2010 року.
Дженніфер Гадсон зіграла її у фільмі «Вінні Мандела», який зняв режисер Даррелл Рудт і який вийшов у Канаді за сприяння компанії D Films 16 вересня 2011 р. В основу сценарію фільму Рудт, Андре Пітерсе і Пол Л. Джонсон поклали біографію Анни Марі дю През Бездроб «Вінні Мандела: життя». Профспілка творчих працівників Південної Африки виступила проти вибору Гадсон на головну роль, заявивши, що використання іноземних акторів для розповіді про історію країни підриває зусилля з розвитку національної кіноіндустрії. Попри те, що гра Гадсон та Терранса Говарда, який зіграв Нельсона Манделу, заслужила похвалу багатьох критиків, фільм зазнав критичного та комерційного провалу.
Манделу був знову зображено у фільмі 2013 року «Мандела: Довгий шлях до свободи» акторкою Наомі Гарріс (британський актор Ідріс Ельба зіграв Нельсона Манделу). Під час перегляду фільму Мадікізела-Мандела сказала Гарріс, що це був «перший раз, коли вона відчула, що її історія була відображена на плівці». Гуґулету Мселеку, пишучи в The Guardian, заявив, що фільм повернув Мадікізелу-Манделу на її законне місце, визнавши її роль у «боротьбі», яка «для південноафриканських жінок … була фундаментальнішою, ніж роль її чоловіка».
Голий пістолет 2 1/2: Запах страху / The Naked Gun 2½: The Smell of Fear (1991; США) режисер Девід Цукер, в ролі Вінні Мандели — Гейл Нілі.
Інше
У 2007 р. у Канаді було поставлено оперу «Пристрасті Вінні», засновану на її житті, проте їй було відмовлено у візі для участі у світовій прем'єрі та супутньому гала-концерті зі збору коштів.

## Вшанування
У 2021 році місцевий муніципалітет Мбізана в Східній Капській провінції було офіційно перейменовано на місцевий муніципалітет Вінні Мадікізела-Мандела. Місто Брандфорт у Фрі-Стейті також було офіційно перейменовано на Вінні Мандела.
У 2022 році ділянку дороги R562, що з'єднує Мідранд з Оліфантсфонтейн, було перейменовано містом Екурхулені (провінція Гаутензі) з Оліфанцфонтейн Роуд на Вінні Мадікізела-Мандела Роуд.

## Твори
- Part of my soul went with him. Norton, New York 1985, ISBN 0393302903.

- Ein Stück meiner Seele ging mit ihm. Rowohlt, Reinbek 1993, ISBN 978-3-499-15533-8.